# Plesiodipsas perijanensis
Genre
Espèce
Synonymes
- Tropidodipsas perijanensis Aleman, 1953
- Dipsas perijanensis (Aleman, 1953)

Statut de conservation UICN

 DD  : Données insuffisantes
Plesiodipsas perijanensis, unique représentant du genre Plesiodipsas, est une espèce de serpents de la famille des Dipsadidae.

## Répartition
Cette espèce se rencontre :
- au Venezuela dans l'État de Zulia ;
- en Colombie dans le département de Santander.

## Étymologie
Son nom d'espèce, composé de perija(n) et du suffixe latin -ensis, « qui vit dans, qui habite », lui a été donné en référence au lieu de sa découverte, la serranía de Perijá.

## Publications originales
- Harvey, Fuenmayor, Portilla & Rueda-Almonacid, 2008 : Systematics of the Enigmatic Dipsadine Snake Tropidodipsas perijanensis Alemán (Serpentes: Colubridae) and Review of Morphological Characters of Dipsadini. Herpetological Monographs, vol. 22, no 1, p. 106-132.
- Aleman, 1953 "1952" : Apuntes sobre reptiles y anfibios de la region Baruta-El Hatillo. Memoria de la Sociedad de Ciencias naturales La Salle, vol. 12, no 31, p. 11-30.